# Holmfastristningen
Holmfastristningen med signum Sö 311, Sö 312 och Sö 313 är alla ristade på en och samma runhäll. Hällen finns i omedelbar anslutning till Holmfastvägen i Södertälje i Södermanland. 
Stenhällen är belägen på gränsen mellan vad som idag är bostadsområdet Bårstabergen och stadens centrala delar. 

## Runhällen
Hällens högra ristning Sö 313 är rent ornamental och föreställer sannolikt en varg. Den magerlagda vargen med hängande tunga springer skyndsamt ut ur bilden. I ristningen ingår även ett par ordinära runormar och ett flätat ringkors, vilket betyder att Holmfasts släkt var kristen, likaså textens innehåll tyder på detta. Ristningen har av stilen att döma daterats till 1050-1080 efter Kristi födelse och den är signerad av runmästaren Östen. Denne runmästare har även signerat runhällen Sö 344 vid Kiholm och Södertäljevikens västra strand i Västertälje socken och Södertälje kommun, samt den nyfunna Bornhuvudristningen på Bornhuvud vid Vitsand i Salems socken.
Holmfasts väg ledde från Tälje till Näsby som låg vid sjön Måsnaren cirka tre kilometer väster om ristningen. Där marken var sank fick vägen förstärkas med en broanläggning i form av stenfyllningar eller träkonstruktioner. Dagens vägsträckning följer fortfarande den gamla färdvägen. Holmfastristningen är skapad på en berghäll som inte kan flyttas och ristningen som är mycket genomarbetad består av två budskap. 
Runhällar var liksom runstenar statussymboler som helst skulle ses av många förbipasserande, så det är därför trolig att Holmfasts väg var en del inom ett större vägsystem. Mycket tyder på att den varit en föregångare till Göta landsväg, den äldsta och mest kända vägförbindelse som gick från Stockholm och via Södertälje och vidare söderut mot Götaland.
|  |  |  |

## Inskriften på Sö 311
Runtext, Unicode: ᚼᚢᛚᚠᛅᛋᛏᚱ : ᛚᛁᛏ : ᛒᚱᛅᚢᛏ : ᚱᚢᚦᛁᛅ : ᛅᚠᛏᛦ : ᛁᚴ----(ᚦ)ᛁ  : ᛘᚢ(ᚦ)-ᚱ : ᛋᛁᚾᛅ : ᚴᚢ-- : -ᚱ-ᛅ... : ᛋᛁᚾᛅ

Translitterering av runraden:
hulfastr + lit + braut + ruþia + aftʀ + ik----(þ)i + mu(þ)-r + sina + ku-- + -r-a... + sina +
Normalisering till runsvenska:
Holmfastr let braut ryðia æftiʀ Ing[i]..., moð[u]r sina go[ða] ... sina.
Översättning till nusvenska:
Holmfast lät röja väg efter Ingegärd  (?) sin goda moder…

## Inskriften på Sö 312
Runtext, Unicode: ᚼᚢᛚᚠᛅᛋᛏᚱ ᛚᛁᛏ : ᛒᚱᛅᚢᛏ : ᚱᚢᚦᛁᛅ : ᛅᚢᚴ : ᛒᚱᚬ ᚴᛁᛅᚱᛅ ᛁᚠᛏᛁᛦ ᚴᛅᛘ-- : ᚠᛅᚦᚢᚱ : ᛋᛁᚾ : ᛋᚢᛘ : ᛒᚢᚴᛁ ᚾᛅᛋᛒᚢ : ᚴᚢᚦ . ᚼᛁᛅᛚᛒᛁ ᛅᚾᛏ ᚼᛅᚾᛋ ᛅᚢᛋᛏᛅᛁᚾ
Translitterering av runraden:
hulfastr lit × braut × ryþia × auk × bro kiara iftiʀ gam-- × faþur × sin × sum × byki| |i : nesby × kuþ × hialbi ant hans aystain
Normalisering till runsvenska:
Holmfastr let braut ryðia ok bro gærva æftiʀ Gam[al], faður sinn, sum byggi i Næsby. Guð hialpi and hans. Øystæinn.
Översättning till nusvenska:
Holmfast lät röja väg och göra bro efter Gamal sin fader, som bodde i Näsby. Gud hjälpe hans ande. Östen (ristade).